# Charlison Benschop
Charlison „Charlie“ Benschop (* 21. August 1989 in Willemstad, Curaçao, Niederländische Antillen) ist ein niederländischer Fußballspieler. Er steht bei der zweiten Mannschaft von Fortuna Düsseldorf unter Vertrag und spielte für die Nationalmannschaft des niederländischen Landes Curaçao.

## Karriere

### Vereine
Der junge Stürmer spielte zunächst bei seinem ersten Verein im Seniorenbereich, dem RKC Waalwijk, und wechselte 2010 zum AZ Alkmaar. 2012 verließ er die Niederlande und wechselte zum französischen Erstligisten Stade Brest, bei dem er sich jedoch nicht durchzusetzen vermochte; zudem stieg sein Verein als Tabellenletzter in die Ligue 2 ab. Benschop unterschrieb am 7. Juli 2013 einen bis zum 30. Juni 2014 laufenden Vertrag beim deutschen Zweitligisten Fortuna Düsseldorf, bei dem er den zum 1. FSV Mainz 05 gewechselten Dani Schahin ersetzen sollte. Sein erstes Pflichtspiel für die Fortuna bestritt er am 22. Juli 2013 (1. Spieltag) beim 1:0-Sieg im Heimspiel gegen Energie Cottbus. Benschop wurde verletzungsbedingt in der 71. Minute durch Gerrit Wegkamp ersetzt. Im Laufe der Saison 2013/14 erzielte er in 28 Punktspielen 12 Tore. Fortuna Düsseldorf nutzte eine Kaufoption und verpflichtete ihn bis zum 30. Juni 2017. Bis zur Winterpause 2014/15 war Benschop mit zehn Toren der erfolgreichste Torschütze der Fortuna. Zum 1. Juli 2015 wechselte er zum Bundesligisten Hannover 96. Beim 2:2 im Auswärtsspiel gegen Darmstadt 98 am 15. August 2015 (1. Spieltag) erzielte er mit dem Tor zum 1:1 in der 48. Minute sein erstes Bundesligator, drei Minuten nach seiner Einwechslung für Felix Klaus. Am Saisonende 2015/16 stieg er mit Hannover 96 in die 2. Bundesliga ab, am Saisonende 2016/17 wieder in die Bundesliga auf.
Nach dem Auslaufen seines Vertrags bei Hannover 96 wechselte Benschop zur Saison 2018/19 zum Zweitligisten FC Ingolstadt 04, bei dem er einen Vertrag mit einer Laufzeit bis zum 30. Juni 2020 unterschrieb. Bei den in Abstiegsgefahr geratenen Ingolstädtern kam Benschop bis zur Winterpause unter den Trainern Stefan Leitl, Alexander Nouri, Roberto Pätzold und Jens Keller zu neun Einsätzen zumeist als Einwechselspieler, in denen er einen Treffer erzielte.
Am 23. Januar 2019 kehrte Benschop in die Niederlande zurück und wechselte bis zum Saisonende auf Leihbasis zum Erstliga-Aufsteiger BV De Graafschap, für den er 14-mal auflief (3 Tore) und mit dem er am Saisonende nicht die Klasse halten konnte.
Ohne Rückkehr nach Ingolstadt verblieb der Stürmer im Sommer 2019 in der ersten niederländischen Liga und unterschrieb einen Zweijahresvertrag beim FC Groningen.
Am 13. Januar 2020 wurde bekannt, dass Charlison einen Vertrag bis Mai 2021 beim zyprischen Erstligisten Apollon Limassol unterzeichnet hat. Nachdem er den Verein im Sommer 2021 verlassen hatte, schloss er sich nach kurzer Zeit ohne Vertrag dem deutschen Zweitligisten SV Sandhausen an.
2022 wechselte er aus „persönlichen und familiären Gründen“ nach nur einem halben Jahr vom SV Sandhausen zu Fortuna Sittard.
Im Sommer 2022 kehrte er zu BV De Graafschap zurück und wechselte ein Jahr später zurück nach Deutschland zum Wuppertaler SV.
Zur Spielzeit 2024/25 wechselte Benschop in die 3. Liga zu Aufsteiger Alemannia Aachen. Ein Jahr später wechselte er zur Zweitvertretung seines ehemaligen Vereins Fortuna Düsseldorf.

### Nationalmannschaft
Benschop kam im März 2010 in einem Spiel für die niederländische U21-Nationalmannschaft zum Einsatz, in dem er ein Tor erzielte.
Am 10. Oktober 2017 debütierte er beim 2:1-Sieg der Nationalmannschaft von Curaçao über Katar. Mit Curaçao nahm der Stürmer am CONCACAF Gold Cup 2019 teil, wobei er in 4 Spielen einmal zum Einsatz kam.

## Sonstiges
Benschop ist mit der deutschen Sportmoderatorin Kamila Benschop verheiratet, die in Düsseldorf seine Dolmetscherin war. Das Paar hat zwei gemeinsame Kinder. Zu Ehren seines im Alter von 35 Jahren verstorbenen Vaters trägt er vorzugsweise die Rückennummer 35.